# Xénia Sisková
Xénia Sisková (* 3. listopadu 1957, Budapešť) je bývalá maďarská atletka, která se věnovala krátkým překážkovým běhům. Je halovou mistryní světa (1985).
V roce 1975 získala bronzovou medaili v běhu na 100 metrů překážek na evropském juniorském šampionátu. Jejím největším úspěchem je titul halové mistryně světa v běhu na 60 metrů překážek z roku 1985. Celkem osmkrát vybojovala titul mistryně Maďarska v běhu na 100 metrů překážek.

## Osobní rekordy
- 50 m př. (hala) - 6,89 s - 1981
- 60 m př. (hala) - 8,00 s - 1985
- 100 m př. (dráha) - 12,76 s - 1984